# Puchar Czarnogóry w piłce siatkowej mężczyzn (2020/2021)
Puchar Czarnogóry w piłce siatkowej mężczyzn 2020/2021 – 15. sezon rozgrywek o siatkarski Puchar Czarnogóry zorganizowany przez Czarnogórski Związek Piłki Siatkowej (Odbojkaški savez Crne Gore, OSCG). Zainaugurowany został 17 grudnia 2020 roku.
Rozgrywki składały się z ćwierćfinałów, półfinałów i finału. Brały w nich udział zespoły grające w I lidze. We wszystkich rundach rywalizacja toczyła się w systemie pucharowym. W ćwierćfinałach o awansie decydowało jedno spotkanie, natomiast w półfinałach drużyny rozgrywały dwumecz.
Finał odbył się 20 marca 2021 roku w hali sportowej Topolica w Barze. Puchar Czarnogóry trzeci raz z rzędu zdobył klub Budva, pokonując w finale Budućnost Podgorica. MVP finału wybrany został Milutin Pavićević.

## System rozgrywek
Rozgrywki o Puchar Czarnogóry w sezonie 2020/2021 składają się z ćwierćfinałów, półfinałów i finału.
Pary ćwierćfinałowe powstają w drodze losowania. W ramach pary drużyny rozgrywają jedno spotkanie decydujące o awansie.
Pary półfinałowe powstają w drodze losowania. Półfinały grane są w formie dwumeczów. O awansie decyduje liczba zdobytych punktów meczowych. Za zwycięstwo 3:0 lub 3:1 drużyna otrzymuje 3 punkty, za zwycięstwo 3:2 – 2 punkty, za porażkę 2:3 – 1 punkt, natomiast za porażkę 1:3 lub 0:3 – 0 punktów. Jeżeli po rozegraniu dwóch meczów obie drużyny mają taką samą liczbę punktów, o awansie decyduje tzw. złoty set grany do 15 punktów z dwoma punktami przewagi jednej z drużyn.
Zwycięzcy półfinałów rozgrywają jedno spotkanie finałowe. Nie jest rozgrywany mecz o 3. miejsce.

## Drużyny uczestniczące
| I liga 7 drużyn        | I liga 7 drużyn |
| ---------------------- | --------------- |
| Budućnost Podgorica    | finał           |
| Galeb Bar              | ćwierćfinał     |
| Jedinstvo Bijelo Polje | ćwierćfinał     |
| Mediteran Budva        | półfinał        |
| Mornar Bar             | półfinał        |
| Budva                  | zwycięstwo      |
| Sutjeska Nikšić        | ćwierćfinał     |

## Rozgrywki

### Ćwierćfinały
| 18.12.2020 16:45 (UTC+1) | Mornar Bar | 3:0 (25:23, 25:12, 25:15) raport | Galeb Bar | Sportska dvorana Topolica, Bar |

| 17.12.2020 16:30 (UTC+1) | Jedinstvo Bijelo Polje | 0:3 (20:25, 20:25, 19:25) raport | Budućnost Podgorica | Sportska dvorana Nikoljac, Bijelo Polje |

| 26.12.2020 19:00 (UTC+1) | Mediteran Budva | 3:1 (25:15, 25:16, 20:25, 25:22) raport | Sutjeska Nikšić | Sportski centar Rea, Budva |

|  | Budva | wolny los |  |  |

### Półfinały
|  | Budva | 6 – 0 | Mornar Bar |  |

| 18.02.2021 16:00 (UTC+1) | Mornar Bar | 0:3 (17:25, 13:25, 17:25) raport | Budva | Sportska dvorana Topolica, Bar Sędziowie: Predrag Beljkaš i Sonja Simonovska |

| 25.02.2021 18:00 (UTC+1) | Budva | 3:0 (25:22, 25:16, 25:18) raport | Mornar Bar | Mediteranski Sportski Centar, Budva Sędziowie: Nikola Plamenac i Predrag Beljkaš |

|  | Budućnost Podgorica | 6 – 0 | Mediteran Budva |  |

| 18.02.2021 19:30 (UTC+1) | Mediteran Budva | 0:3 (21:25, 18:25, 20:25) raport | Budućnost Podgorica | Sportski centar Rea, Budva Sędziowie: Jelena Mitrović i Dragana Vučinić |

| 25.02.2021 16:00 (UTC+1) | Budućnost Podgorica | 3:0 (25:14, 25:11, 25:15) raport | Mediteran Budva | Sportski centar Morača, Podgorica Sędziowie: Branko Batizić i Slobodan Kovačević |

### Finał
| 20.03.2021 16:30 (UTC+1) | Budva | 3:0 (25:18, 25:21, 25:14) raport | Budućnost Podgorica | Sportska dvorana Topolica, Bar Sędziowie: Slobodan Kovačević i Branko Batizić |